# 德威特縣 (德克薩斯州)
德威特縣（英語：DeWitt County）位美國德克薩斯州東南部的一個縣。面積2,358平方公里。根据美國2000年人口普查，共有人口20,013人。縣治庫埃羅（Cuero）。其他小镇包括鬻鎮，诺德海姆(德克薩斯州)。
成立於1846年3月24日，縣政府成立於7月13日。縣名紀念1833年會議成員格林·C·德威特。